# لودوفيك ماتيوس غاليانو
لودوفيك ماتيوس غاليانو (بالرومانية: Ludovic Gal)‏ هو منافس ألعاب قوى روماني، ولد في 10 يونيو 1900 في مقاطعة هارغيتا في رومانيا، وتوفي في 1944.

## وصلات خارجية
- لودوفيك ماتيوس غاليانو على موقع الاتحاد الدولي لألعاب القوى (الإنجليزية)
- لودوفيك ماتيوس غاليانو على موقع أوليمبيديا (الإنجليزية)
- لودوفيك ماتيوس غاليانو على موقع اللجنة الأولمبية الرومانية (الرومانية)